# Lucas Maestro Negrete
Lucas Maestro Negrete (Morata de Jalón, 1610-1692) fue un médico del siglo XVII, que alcanzó el cargo de protomédico de Aragón o máximo responsable sanitario de dicho reino, y fue parte del Real Tribunal del Protomedicato, máximo órgano sanitario de la Monarquía Hispánica.

## Biografía
Aunque muchas biografías lo hacen natural de Zaragoza, las investigaciones más recientes han identificado su lugar de origen como Morata de Jalón gracias a su partida de bautismo. Según varias fuentes estudió y se doctoró en medicina en la Universidad de Zaragoza, si bien algunos historiadores manifiestan reservas al respecto. Es mencionado en varios textos como médico de cámara y, según sus nombramientos posteriores, sirvió a la corona en las guerras de Cataluña y Portugal.
Fue médico personal del virrey Juan José de Austria, lo que probablemente aceleró su carrera, y en 1669 fue nombrado protomédico de Aragón y con ello máximo responsable sanitario del reino de Aragón. Ejerció su mandato con Nicolás Moneva como su teniente o segundo en el cargo. 
Como protomédico de Aragón tuvo que afrontar una huelga de médicos en 1673, opuestos a reconocer a José de Osera como médico debido a su origen francés. La huelga, que se cobró la vida de un paciente, no evitó que Maestro Negrete y la universidad de Zaragoza admitieran a Osera el ejercicio de la profesión. Consta igualmente su defensa de la sangría como tratamiento médico en una polémica que enfrentó a las autoridades sanitarias, defensoras de la ortodoxia galenista, contra el médico novator José Lucas Casalete desde 1677.
De su protomedicato se conoce en particular dos memoriales dirigidos al virrey, reclamando su intervención para hacer cumplir la autoridad del protomédico a la hora de certificar y examinar a los médicos. Las Cortes de Calatayud de 1678 confirmaron la autoridad del protomédico con la excepción de Zaragoza, como Maestro Negrete había reclamado, algo que fue confirmado por un edicto de 1681.
Maestro Negrete fue también uno de los tres autores del estudio para la ciudad de Zaragoza sobre la posibilidad de retomar las antiguas captaciones de agua de época romana en Marlofa, considerando su viabilidad sanitaria.
En 1688 entró al Real Tribunal del Proto Medicato que suponía el máximo órgano médico de la Monarquía Hispánica. Su nombramiento se considera relevante dentro de la organización médica hispana, como parte de la pérdida del monopolio en la institución que habían tenido previamente los egresados de universidades castellanas como Salamanca, Valladolid o Ávila en favor de médicos aragoneses e italianos.
Su sucesión en el protomedicato de Aragón data su fallecimiento en 1692. Había tenido al menos una hija, pues consta su solicitud de fondos de sedes eclesiásticas vacantes en América para dotarla de una carrera religiosa.